# Misan Harriman
Misan Harriman (* 1977) je britský fotograf, podnikatel a sociální aktivista nigerijského původu. Kromě toho, že je jedním z nejrozšířenějších fotografů hnutí Black Lives Matter, je prvním černochem, který ve 104leté historii časopisu nafotil obálku britského magazínu Vogue. V červenci 2021 Harriman zahájil své jmenování předsedou Southbank Center v Londýně.

## Raný život
Harriman se narodil v Calabaru v Nigérii v roce 1977  jako syn náčelníka Hope Harrimana (obchodník a politik z Warri v nigerijském Delta State). Navštěvoval Stubbington House School a Bradfield College v Anglii. Po škole Harriman pracoval v náboru v City of London. 

## Fotografická kariéra
Harriman se o fotografii zajímal od raného věku, včetně prezentace ve škole o využití světla Stanleyho Kubricka v Barrym Lyndonovi (1975) ve svých devíti letech. V roce 2016 Harriman založil internetovou mediální agenturu What We Seee. Fotografovat začal v roce 2017 a je samouk.  
Harrimanova fotografická kariéra zahrnovala fotografování rozmanitého seznamu celebrit, včetně Rihanny, Stormzy, Olivie Colman, princezny Beatrice, Meghan, vévodkyně ze Sussexu, Cate Blanchett, Chiwetel Ejiofor a Toma Cruise,  a také dokumentování environmentálního hnutí Extinction Rebellion, hnutí Školní stávky pro klima a protesty proti Trumpovi v roce 2019.  Na jaře 2020 pořídil Harriman sérii snímků lidí, kteří prožili lockdown COVID-19 ve svém domovském městě Woking v projektu nazvaném Lost in Isolation.   Jeho snímky protestů Black Lives Matter pořízené v létě 2020 se objevily na BBC a v časopise Vogue a The Guardian a v červenci byly uvedeny na Piccadilly Lights na Piccadilly Circus v centru Londýna.  Harrimanova trojitá obálka pro zářijové vydání Vogue — tradičně nejdůležitější číslo roku     — obsahovala portréty Adwoa Aboah, Marcuse Rashforda a osmnácti dalších aktivistů spojených s Black Lives Matter z celého světa.  Pomáhali mu dva fotografové, Cornelius Walker a Ron Timehin.   Začátkem roku 2021 Harriman na dálku pořídil fotografii používanou k oznámení těhotenství Meghan, vévodkyně ze Sussexu. 
V červenci 2021 se Harriman ujal jmenování předsedy správců Southbank Center.
V červnu 2022 Harriman vyfotografoval princeznu Lilibet Mountbatten-Windsor, dceru vévody a vévodkyně ze Sussexu a vnučku krále Karla III.

## Osobní život
Harriman je ženatý a má dvě děti. 